# Pete Wingfield
Pour les articles homonymes, voir Wingfield.
Pete Wingfield, né le 7 mai 1948 à Liphook, est un claviériste, compositeur, réalisateur artistique et chanteur britannique.

## Biographie
Pete Wingfield se passionne pour la soul et apprend le piano durant son enfance. À l'université du Sussex, il joue du clavier et compose des chansons pour le groupe de blues Jellybread, qui sort un album en 1969. Il quitte le groupe en 1971, et joue notamment du piano pour des albums ou des concerts de B. B. King, Keef Hartley, The Hollies, Van Morrison, Jimmy Witherspoon, Freddie King, Al Stewart et Maggie Bell tout au long des années 1970.
En 1975, il sort son unique album en solo, Breakfast Special, qui contient le single Eighteen with a Bullet. Cette chanson se classe 7e à l'UK Singles Chart et 15e au Billboard Hot 100. Il compose ensuite des chansons pour Olivia Newton-John et Patti LaBelle.
Durant les années 1980, il compose avec Mel Brooks les chansons It's Good to Be the King Rap (1981) et To Be or Not to Be (The Hitler Rap) (1983) et produit les albums Searching for the Young Soul Rebels (1980) des Dexys Midnight Runners et Sunshine on Leith (1988) des Proclaimers. Il compose et produit la chanson Tribute (Right On) du groupe britannique The Pasadenas [en] en 1988. Il joue par ailleurs du clavier pour The Everly Brothers lors de leur réunion à partir de 1983. En 1999, il joue du piano et du clavier sur l'album Run Devil Run de Paul McCartney.